# Русанівська сільська рада (Броварський район)
Русанівська сільська рада — орган місцевого самоврядування у Броварському районі Київської області з адміністративним центром у с. Русанів.

## Загальні відомості
Історична дата утворення: в 1933 році. Водоймища на території, підпорядкованій даній раді: р. Трубіж.
Загальна площа землі в адмінмежах Русанівської сільської ради — 5272,3 га.
Адреса 07453, Київська обл., Броварський р-н, с. Русанів, вул. Київська, 74.

## Населені пункти
Сільській раді підпорядковані населені пункти:
- с. Русанів
- с. Перше Травня

## Склад ради
Рада складається з 20 депутатів та голови.

### Керівний склад ради
| ПІБ                     | Основні відомості                                                               | Дата обрання | Дата звільнення |
| ----------------------- | ------------------------------------------------------------------------------- | ------------ | --------------- |
| Соловей Сергій Петрович | Сільський голова, 1962 року народження, освіта, член Партії «Реформи і порядок» | 26.03.2006   | 31.10.2010      |
| Соловей Сергій Петрович | Сільський голова, 1962 року народження, освіта вища, безпартійний               | 31.10.2010   |                 |

Примітка: таблиця складена за даними джерела